# Badia di Santa Maria a Bovino
La badia di Santa Maria a Bovino si trova nel comune di Vicchio.

## Storia e descrizione
La chiesa è comunemente chiamata con il titolo di "Badia" per essere appartenuta, dalla metà del secolo XI, ai monaci di San Miniato al Monte che la cedettero nel 1379 al vescovo di Firenze. Nel 1564 le furono uniti i due popoli di San Donato a Villa e Santa Margherita alle Pozze.
L'edificio, costruito in bozze di pietra alberese, ha semplice facciata a capanna e portale sormontato da una piccola finestra. A fianco dell'abside, in basso a sinistra, vi è una monofora a doppio sguancio che dava luce ad una cripta non più esistente. Nonostante i rifacimenti subiti nel corso dei secoli, la Badia conserva ancora l'originario impianto medievale ad unica navatella, dotata di piccola abside, tipico di molte costruzioni monastiche minori.